# Panzerkampfwagen V Panther II
Panzerkampfwagen V „Panther II” – nazwa programu rozwojowego czołgu III Rzeszy podczas II wojny światowej. Była to mocniej opancerzona wersja alternatywna czołgu PzKpfw V Panther, rozwijana równolegle z odmianą standardową od stycznia do maja 1943 roku, ale ostatecznie nie wprowadzona do produkcji. Oznaczenia „Panther 2” oraz „Panther II” stosowane są zamiennie w dokumentach źródłowych.

## Rozwój konstrukcji

### Początek programu
Od początku rozwoju czołgu Panther obawiano się o jego opancerzenie, które uznawano za nieadekwatne do zagrożeń w obliczu informacji wywiadu o napotkanych radzieckich czołgach i środkach przeciwpancernych. Montaż dodatkowych płyt pancernych, takich jak w czołgu PzKpfw IV, okazał się niepraktyczny i trudny technicznie. Jeszcze przed debiutem bojowym Pantery rozpoczęto opracowywanie wariantu cechującego się grubszym pancerzem czołowym i bocznym. Firma MAN zajęła się projektowaniem podwozia, Rheinmetall – wieży.

### I wariant (tylko pogrubienie opancerzenia)
Podczas spotkania z ministrem Speerem 3 stycznia 1943, Hitler zaakceptował schemat opancerzenia z 100 mm pancerzem czołowym i 60 mm bocznym (dodatkowe 20 mm grubości w stosunku do wersji podstawowej). Jako rozwiązanie tymczasowe, do czasu zakończenia wdrażania nowego modelu, zalecono kontynuowanie produkcji dotychczasowego czołgu.
W raporcie z 22 stycznia 1943 podkreślano, prawdopodobnie ze względu na wymóg szybkiego wprowadzenia do produkcji, że grubość płyt pancernych miała stanowić jedyną różnicę pomiędzy wersjami czołgu. Pozostałe parametry starano się zachować niezmienione. Niewielkie zmiany wprowadzono później w obrysie wieży – ścięto rogi i zmieniono kąt nachylenia tylnej płyty pancernej, co umożliwiło otwieranie włazów i dostęp do silnika pomimo pogrubienia pancerza. Przyrost wagi miał wynieść ok. 7 ton – z 40 do 47 ton. Planowany początek produkcji seryjnej to wrzesień 1943 roku.

### II wariant (unifikacja układu jezdnego z Tiger II)
Na spotkaniu w Norymberdze dnia 10 lutego 1943 dr Wielbecke, szef inżynierów firmy MAN, w obliczu problemów z trwałością układu napędowego odmiany standardowej zaproponował daleko idącą unifikację czołgu „Panther 2” z „Tiger”. Proponowano wymianę zawieszenia i układu przeniesienia mocy, jak również przebudowę wieży. Waga wzrosła do ponad 50 ton. Projekt modyfikacji miał być przekazany zakładom produkcyjnym w kwietniu-maju 1943, bez wcześniejszej serii testowej. Firma Demag miała nie rozpoczynać produkcji Panther 1 tylko przygotowywać się do montażu nowej wersji.
W dniu 17 lutego 1943 podczas spotkania z ministrem Speerem uzgodniono unifikację czołgu 'Tiger 3” (później przemianowanego na „Tiger II”) z „Panther 2”. Rozważano kilka wariantów skrzyni biegów i mechanizmów skrętu. Planowano montaż silnika Maybach HL 230 ze skrzynią biegów Zahnradfabrik Friedrichshafen AK 7/200. Dla obu czołgów przewidziano ponadto nowe koła jezdne z wewnętrzną amortyzacją – elementy gumowe chronione były przez zewnętrzną obręcz. Panther miał mieć siedem par takich kół, Tiger – dziewięć. Kadłub czołgu otrzymał uproszczony kształt ułatwiający wytwarzanie, wprowadzono jednopłaszczyznowe płyty boczne, bez załamania w tylnej dolnej części.
18 lutego 1943 na spotkaniu pomiędzy przedstawicielami Wa Pruef 6 i Rheinmetall omówiono modyfikację do wieży czołgu. Planowano niewielką zmianę nachylenia płyty tylnej i ścięcie rogów, co pozwalałoby na otwieranie włazu kierowcy i dostęp do silnika pomimo pogrubienia opancerzenia.
29 marca 1943 zadecydowano, że produkcja „Panther 1” ma być kontynuowana do 1944 roku w zakładach już zaangażowanych w projekt. Do listy montażowni „Panther 2” dodano Krupp-Gruson (od  września 1943), Werk Falkenses (od stycznia/lutego 1944) i Nibelungwerk (od połowy 1944 roku).
5 kwietnia 1943 Wa Pruef 6 oczekiwał, że prototyp „Panther II” będzie gotowy w połowie sierpnia.

### Anulowanie programu
29 kwietnia 1943 Speer zdecydował, że produkcja standardowych Panter będzie kontynuowana, jak również bazujących na tym samym podwoziu niszczycieli czołgów Jagdpanther – ich pancerz boczny został oceniony jako wystarczający po zastosowaniu ekranów bocznych, tzw. Schuerzen. Prace koncepcyjne nad „Panther II” miały być jednak kontynuowane. Nalegano na wyposażenie „Panther I” w projektowane dla „Panther II” koła jezdne o wewnętrznej amortyzacji, tzw. gummisparenden Laufrollen, oszczędzające deficytową gumę. Na spotkaniu w zakładach MAN w dniu 4 maja 1943 odrzucono pomysł wprowadzenia „Panther II” do produkcji, ze względu na sytuację na froncie. Podjęto decyzję o wykorzystaniu opracowanych rozwiązań konstrukcyjnych do modyfikacji kadłuba standardowych Panter.

### Losy prototypu
Prawdopodobnie jedyny istniejący egzemplarz podwozia Pantery II o numerze 120417 (przy założeniu, że zachowano kolejność oznaczeń, data produkcji to kwiecień-maj 1944) z założonymi obciążnikami imitującymi ciężar wieży został zdobyty w 1945 przez armię amerykańską i przewieziony w celu testowania na poligon Detroit, a następnie do Aberdeen (Maryland). Już na terenie USA połączono go ze standardową wieżą Ausf. G o numerze Fgst.Nr.121447. Po zakończeniu prób zamontowano inną wieżę Ausf G, oznaczoną Fgst.Nr.121455 i wystawiono na widok publiczny. Przez wiele lat można go było zobaczyć w Muzeum Armii Pattona w Forcie Knox. 14 grudnia 2010 przetransportowano go do Fort Benning, gdzie przechodzi renowację z wykorzystaniem elementów Panther Ausf. G. Obecnie (czerwiec 2015) nie jest dostępny dla zwiedzających.

### Charakterystyka prototypu
Na podstawie współczesnych pomiarów i dokumentacji fotograficznej stwierdzono liczne różnice pomiędzy istniejącym prototypem a wersjami Ausf. D/A/G standardowej Pantery.

## Projekty pokrewne

### Panther Ausf. G – jednopłaszczyznowe płyty boczne
W produkowanej od marca 1944 wersji Ausf. G czołgu Panther oraz skonstruowanym  na jej podwoziu niszczycielu czołgów Jagdpanther zastosowano nowy kadłub, oparty na rozwiązaniach czołgu Panther II. Jednym z jego elementów były jednopłaszczyznowe płyty boczne bez załamania w tylnej dolnej części, które pogrubiono z 40 mm pod kątem 40° (w wersji Ausf. D i A) do 50 mm pod kątem 30°. Kadłub był pojemniejszy i prostszy w produkcji, zapewniał również lepszą ochronę.

### Panther Ausf. F – wieża Schmalturm

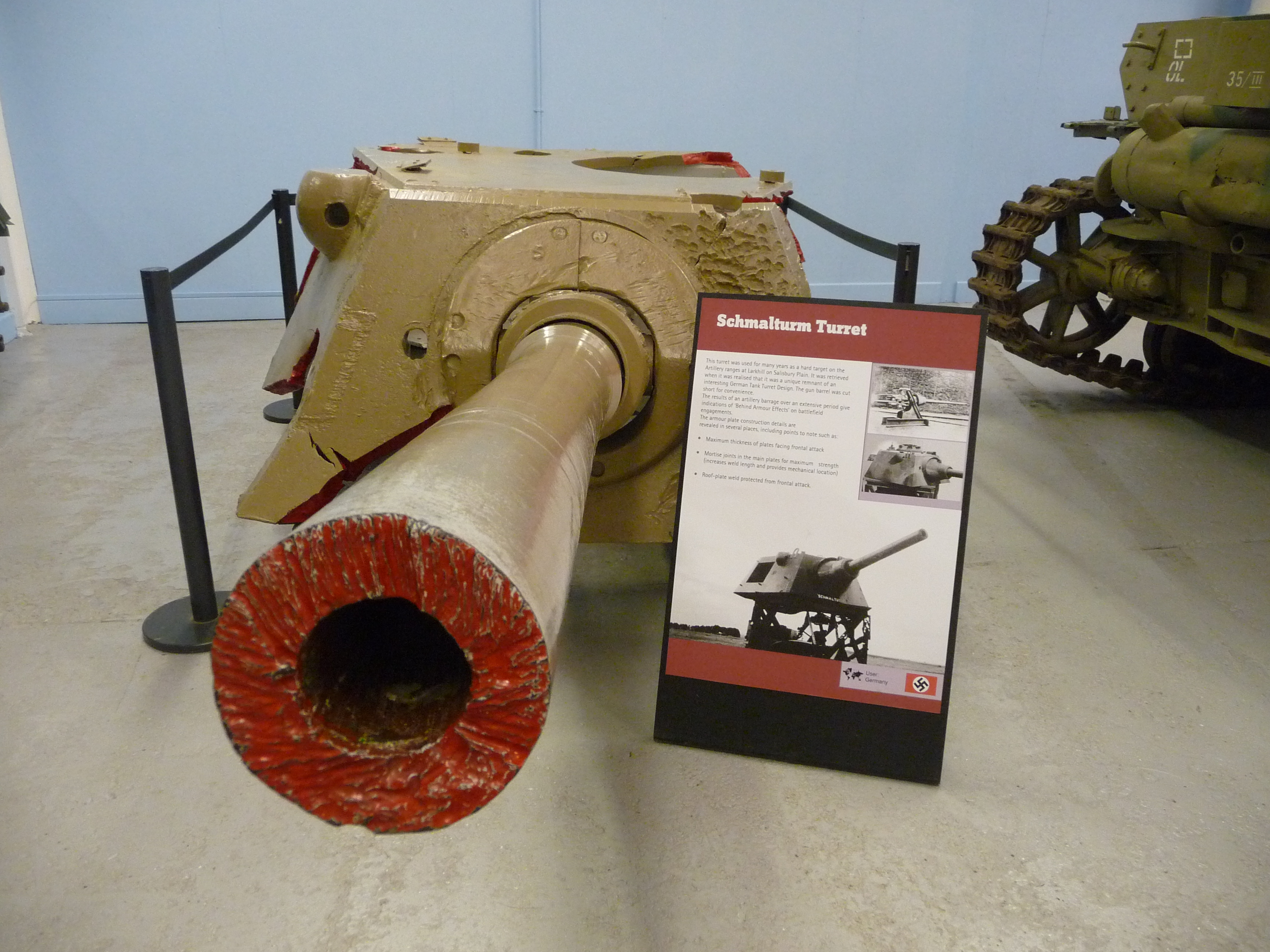
Wieża Schmalturm

Opracowywana przez Rheinmetall dla Pantery II wieża początkowo miała mieć tylko pogrubione opancerzenie, zachowując kształt starej, ale przekonstruowano ją uwzględniając wnioski z eksploatacji frontowej Panter Ausf. D i A. Projekt nosił nazwę Turm Panther 2 (schmale Blendenausführung). Wieża ta nie wyszła poza stadium rysunku. Częstym błędem jest łączenie tego projektu z projektem Schmalturm (wąska wieża). Wieża Schmalturm powstała już po anulowaniu projektu Pantery II jako kontynuacja prac Rheinmetalla, jednak założenia konstrukcyjne zostały zmienione. 
Po anulowaniu programu Pantery II Rheinmetall kontynuował prace celem posadowienia wieży na lekko zmodyfikowanym kadłubie wersji Ausf. G. Było także rozważane zamontowanie jej na podwoziu Panzer IV, jednak umieszczenie ważącej 7,5 tony wieży na tak lekkim podwoziu byłoby najprawdopodobniej niemożliwe i pomysł ten pozostał tylko na papierze. Wiosną 1944, ze względu na niepowodzenia firmy Rheinmetall (wieża Schmalturm przez rok nie wyszła poza stadium rysunku) decyzją Wa. Prüf. 6 prace przeniesiono do firmy Daimler Benz. Prawdopodobnie Daimler Benz nie skorzystał z pracy poprzednika, i projektowanie wieży zaczął od nowa. Pierwsze wieże Schmalturm osadzono na podwoziach Panter G, tworząc pierwsze prototypy Pantery – Ausf. F. Nowa wersja Pantery miała wejść do produkcji w zakładach Daimler Benz od marca 1945 i od czerwca 1945 całkowicie zastąpić wcześniejsze wersje na liniach produkcyjnych.
Płytę czołową wieży pogrubiono do 120 mm, zredukowano jej szerokość zmieniając kształt całej wieży na bardziej klinowy, zamiast półwalcowej osłony jarzma armaty zastosowano znacznie mniejsze jarzmo typu Saukopfblende („świński ryjek”) w kształcie dzwonu, redukujące możliwość rykoszetowania pocisków w dół, w kierunku cienkich płyt stropu kadłuba. Płyty boczne wieży pogrubiono do 60 mm, stropową aż do 40 mm (konsekwencja utraty panowania w powietrzu przez Niemców i zagrożenia atakami lotnictwa szturmowego). Pracochłonność wykonania zmalała o 30-40%. Średnica pierścienia oporowego pozostała niezmieniona i wynosiła 1650 mm. Wieża ważyła 7565 kg.
Nowa, zmodyfikowana armata KwK 44/1 kalibru 75mm otrzymała oporopowrotniki umieszczone nad lufą, prostszy układ przedmuchiwania pompą pneumatyczną uruchamianą ruchem armaty i uproszczoną kołyskę. Zrezygnowano z hamulca wylotowego. Docelową armatę KwK 44/2 ze zmechanizowanym układem ładowania opracowywały zakłady Skody w Pilźnie, z terminem zakończenia prac w kwietniu 1945.
Przyrządy celownicze były bardzo nowoczesne: zastosowano dalmierz stereoskopowy firmy Carl Zeiss o bazie 1320 mm i powiększeniu 15x (obiektywy ukryte po bokach wieży w kulistych, odlewanych osłonach) oraz stabilizowany w pionie celownik peryskopowy SzF 1 (do końca wojny wyprodukowano tylko 10 z zamówionych 1000). Wieżyczka obserwacyjna dowódcy z 7 stałymi peryskopami została ścięta przy podstawie, tak aby stanowiła mniejszy cel. Wieże przystosowano do montażu noktowizora aktywnego FG 1250 z reflektorem podczerwieni oraz dodatkowych radiostacji umożliwiających użycie każdego czołgu jako wozu dowodzenia. Zamontowano granatnik do bliskiej obrony (Nahverteidigungswaffe).
Dwie prototypowe wieże wpadły w ręce aliantów, były one testowane w USA i na Wyspach Brytyjskich.

## Dane techniczne (stan na luty 1943)
- masa całkowita 47 ton
- silnik Maybach HL 210 lub HL 230
- skrzynia biegów ZF-AK 7/200
- mechanizm skrętu o pojedynczym promieniu MAN
- prędkość maksymalna 30–40 km/h na drodze
- zapas paliwa 700 litrów, zasięg 146–240 km
- uzbrojenie:
  - armata KwK 42 L/70 kalibru 75 mm z zapasem 80 pocisków
  - dwa uniwersalne karabiny maszynowe MG 34
- pancerz:
  - przód kadłuba: 100 mm
  - boki kadłuba: 60 mm
  - tył kadłuba: 60 mm
  - przód wieżyczki: 100 mm
  - boki wieżyczki: 60 mm
- załoga: 5 osób